# Che Guevara - Mort et légende d'un révolutionnaire
Pour plus de détails, voir Fiche technique et Distribution.
Che Guevara - Mort et légende d'un révolutionnaire (Che Guevara - Il corpo e il mito) est un film italien de Stefano Missio et Raffaele Brunetti (it), diffusé sur Arte le 2 octobre 2007.

## Synopsis
Che Guevara - Mort et légende d'un révolutionnaire est un film documentaire sur les aventures de  Che Guevara et sur l'histoire de sa dépouille.

## Fiche technique
- Titre : Che Guevara - Mort et légende d'un révolutionnaire
- Titre original : Che Guevara - Il corpo e il mito
- Pays d'origine : Italie
- Format : couleur
- Durée : 52 minutes
- Réalisateur : Stefano Missio
- Scenario : Raffaele Brunetti (it) et Stefano Missio

## Diffusion
Le film a été diffusé sur Arte le mardi 2 octobre 2007 à 22h50. Rediffusions : 21/10/2007 à 13h00, 01/05/2008 à 22:55, 03.05.2008 à 01:55. Il a été diffusé aussi sur les chaînes suivantes :
VRT (Belgique), SBS (Australie), TSI 1 (Suisse), SVT1 (Suède), YLE (Finlande), ERT (Grèce), RTE (Irlande), LTV (Lettonie), ETV (Estonie), Fox Channels Italy (Italie).